# Soteska, Bled
Soteska (izgovarjava [sɔˈteːska], občasno zastarelo V Štengah, nemško In der Stiege) je nekdanje naselje v občini Bled v severozahodni Sloveniji. Danes je del vasi Kupljenik. V sosednji vasi Nomenj je železniška postaja Soteska. Naselje leži na Gorenjskem in je danes del Gorenjske statistične regije.

## Geografija
Naselje leži na skrajnem jugozahodnem delu Kupljenika na desnem bregu Save Bohinjke.

## Zgodovina
Soteska se je leta 1955 priključila Kupljeniku in s tem izgubila status samostojnega naselja.